# Benoît Piedbœuf

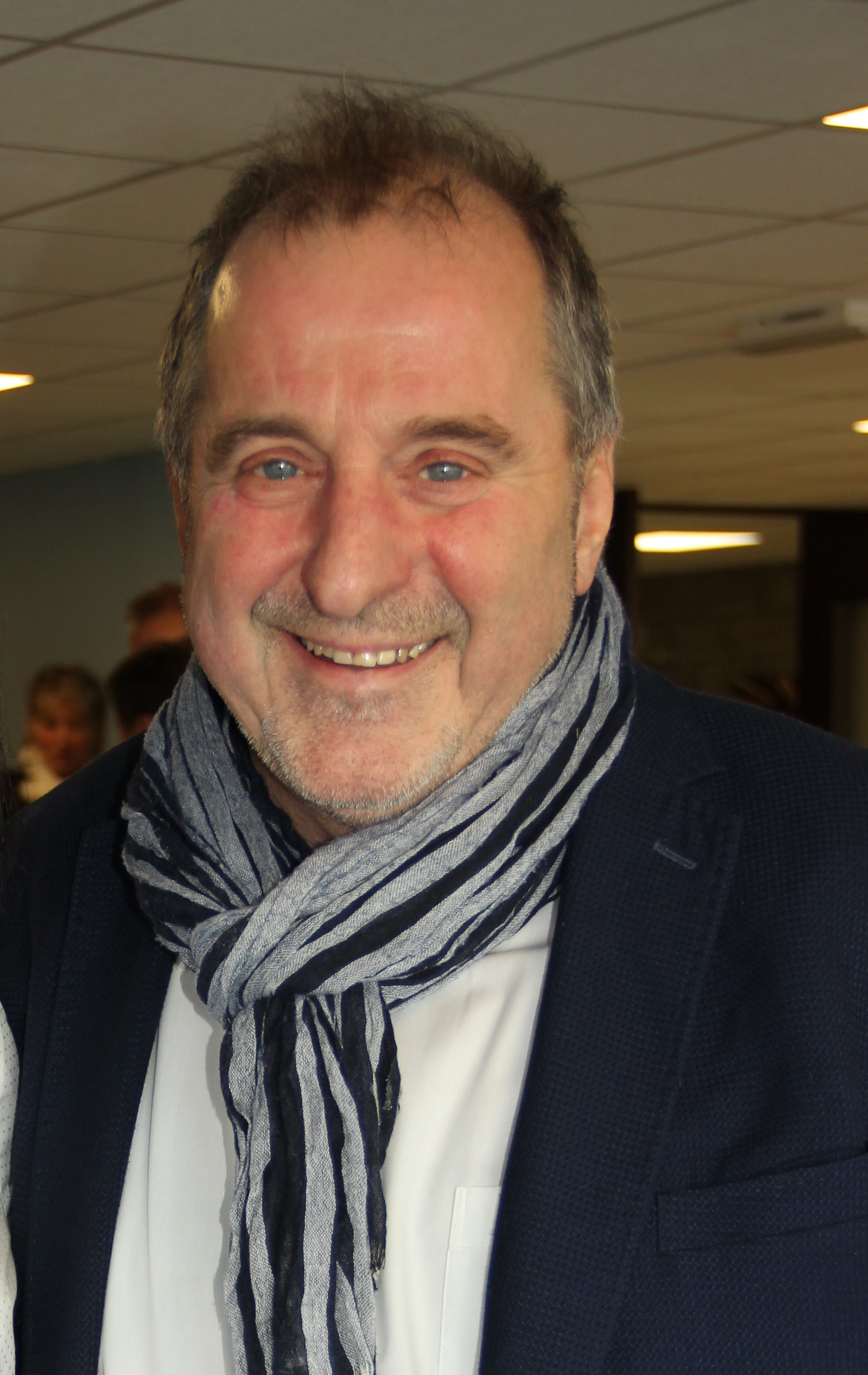
Benoît Piedbœuf

Benoît Piedbœuf (Musienene (Congo), 6 april 1959) is een Belgisch volksvertegenwoordiger en burgemeester.

## Levensloop
Piedbœuf behaalde het diploma van licentiaat in de rechten aan de Universiteit Luik. Beroepshalve werd hij verzekeringsmakelaar en zaakvoerder van een AXA-kantoor.
Hij werd politiek actief voor de toenmalige PRL, de voorloper van de Franstalige liberale partij MR. Voor deze partij werd hij in 1988 verkozen als gemeenteraadslid van Tintigny. Hij was er van januari 1989 tot april 1999 eerste schepen en van april 1999 tot juni 2003 burgemeester, een functie die Piedbœuf sinds december 2006 opnieuw uitoefent. Bij de gemeenteraadsverkiezingen van 2012 werd hij verkozen met alle gemeenteraadsleden van zijn lijst, aangezien het de enige lijst was die zich in deze gemeente voorstelde. Tevens was hij van 1989 tot 2013 voorzitter van het cultuurcentrum van Rossignol, een deelgemeente van Tintigny.
Van 2000 tot 2014 was Piedbœuf tevens provincieraadslid van Luxemburg en van juni 2003 tot oktober 2006 was hij gedeputeerde van de provincie, waarna hij van 2006 tot 2014 MR-fractievoorzitter in de provincieraad was. Van 2009 tot 2014 was hij eveneens vicevoorzitter van Vivalia, de Luxemburgse intercommunale voor gezondheidszorg. Bovendien is hij sinds januari 2013 voorzitter van de MR-federatie van de provincie Luxemburg.
Op 25 mei 2014 werd Piedbœuf voor de partij verkozen tot lid van de Kamer van volksvertegenwoordigers voor de kieskring Luxemburg. In mei 2019 en juni 2024 werd hij er herkozen. Als Kamerlid werd hij onder meer actief in de commissie Financiën. Sinds oktober 2019 is hij fractieleider van de MR in de Kamer.